# 仁木氏

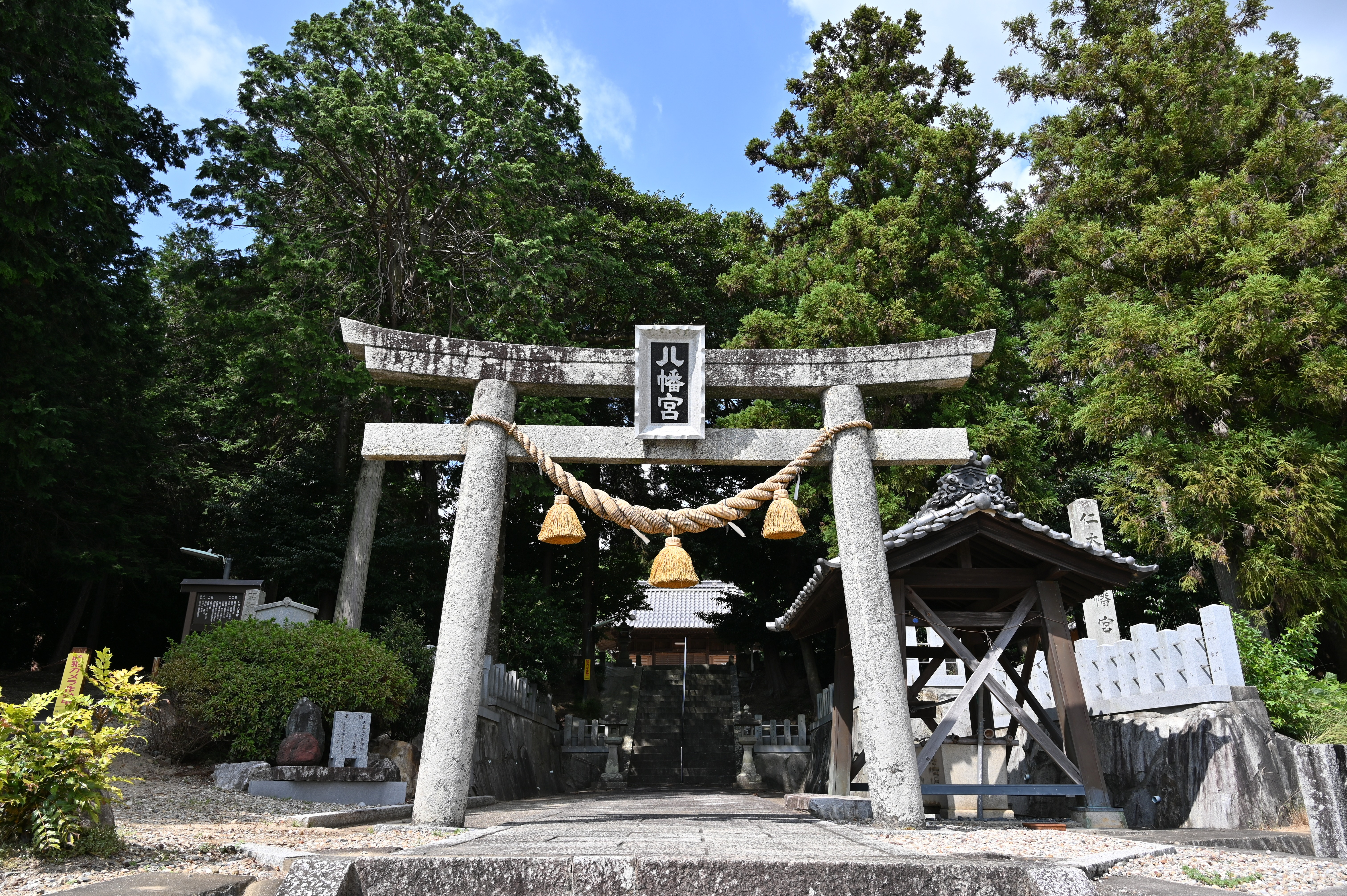
仁木町にある仁木八幡宮（愛知県岡崎市）

仁木氏（につきし）は、清和源氏の一族で、足利氏の祖義康の長子義清の系統に属する。鎌倉時代に、足利氏嫡流の義氏が承久の乱の功で三河国の守護に任ぜられると、義清の孫実国は三河国額田郡仁木郷（現在の愛知県岡崎市仁木町周辺）に移り住み、仁木太郎を称した。実国の弟義季は、隣接する細川郷を領して細川氏の祖となり、ともに足利氏嫡流の譜代被官となった。

## 南北朝時代
足利尊氏の下で仁木頼章・義長兄弟が各地に転戦、侍所頭人や諸国守護を務め、室町幕府草創に貢献した。頼章は尊氏の信任あつく、観応の擾乱以後尊氏の死去まで、高師直の後任の執事（のちの管領）を務め、兄弟で丹波・伊勢・伊賀など最大9か国の守護に任ぜられるなどして重用された。だが頼章の死後、義長がその専横のために細川清氏、土岐頼康、畠山国清らの諸将と対立して失脚し、南朝に降って以後、勢力は衰えた。

## 室町時代
足利義満のもと仁木満長は伊勢の守護、仁木義員は和泉の守護となった。室町時代になると丹波・伊勢・伊賀の三家にわかれる。その活動場所は丹波・伊勢仁木氏が在京するのに対して、伊賀仁木氏は在国を常としていた。所領に関しては名のごとく、丹波仁木氏は丹波国の国衙領曽我部郷を本拠としていたと推測され、伊勢仁木氏は伊勢国の他に丹波国矢田上林などを保持しており、伊賀仁木氏は守護職を世襲して伊賀国の北二郡（阿拝・山田）には影響力を保持していたという。また伊賀仁木氏は系図に現れないため、どの系統に属するか不明で、吉井功兒・稲本紀昭が官途名から頼章・頼夏（猶子）・義尹の系統に属するのではないかと推測しており、今岡健治が土橋姓から義長の系統に属するのではないかと推測している。

### 伊賀仁木氏について
正長2年（1429年）に伊賀守護某が戦死しているが、これは仁木氏だと推測されている。その跡は某の子と推測される仁木中務少輔（国行？）が継いだが、永享5年（1433年）に国内不穏（「国行事毎事無正躰」）を理由に更迭され、代わって山名時熙が守護に補任された。しかし、時熙は病身であったため、間も無く山名持豊（宗全）が守護職を任された。そして、持豊は永享12年（1440年）に山城守護職・侍所頭人就任を契機に伊賀守護を辞退したと推測されている。以降は少なくとも天正8年（1580年）まで、伊賀仁木氏が在国して守護職を世襲したという。

ただし、仁木氏の統治は伊賀一国に及ぶものではなく、長禄4年（1460年）の畠山義就攻略要請につき、「伊賀守護・同国人」などと記されるように、仁木氏とは別に動くと認識されている国人の勢力が確認されている。これは南二郡（名張・伊賀）の者達であるという。その一方で、文明3年（1471年）に仁木政長が伊賀国人の服部遠江守父子による近衛家領近江国甲賀郡信楽庄への押妨を、近衛家の依頼を受けて押さえているように、国人への影響力を失ったわけではなかった。

### 応仁の乱
東軍として丹波仁木成長、西軍として伊勢仁木教将が見える。また伊賀守護の仁木氏が応仁2年（1468年）の足利義視帰還に供奉しており、さらに伊賀仁木氏は文明2年（1470年）に山城国に出陣し、山城国木津で狭川氏と戦っている。そして、文明9年（1477年）に西軍の畠山義就の攻撃を受けて木津から撤退している。また、この間の文明5年（1473年）、美濃に赴こうとする一条兼良に道中の安全を依頼されていることが、『ふち河の記』からうかがえるという。

## 戦国時代

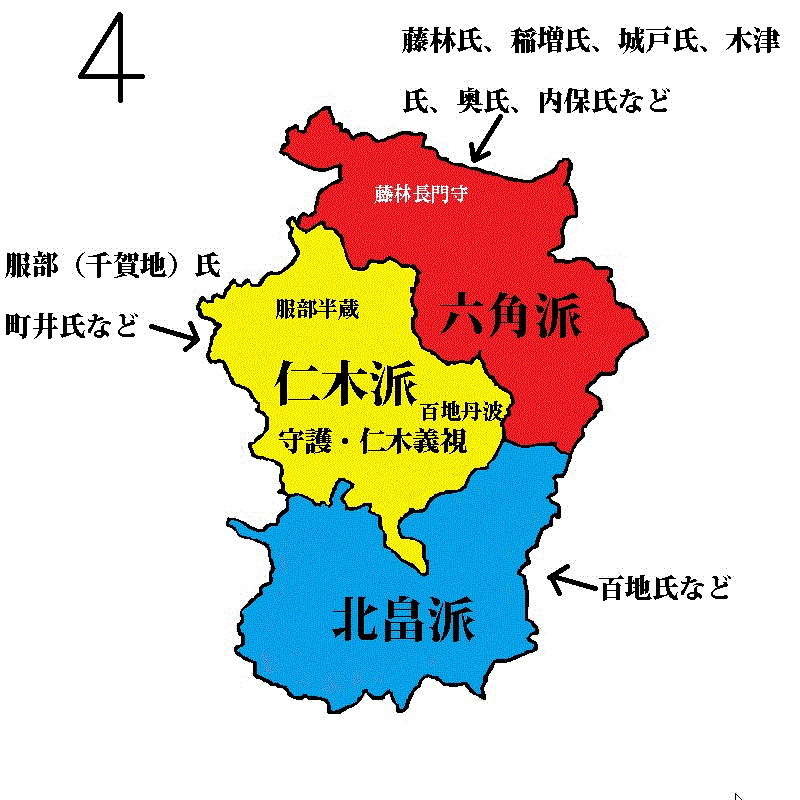
戦国期伊賀におけるの仁木氏の勢力図

丹波仁木氏は永正年間に入っても在京活動を継続していたことが確認できる。伊勢仁木氏は鈎の陣で貞長が戦死しており、息子の高長は永正5年（1508年）の細川高国の帰還に協力している。また伊賀仁木氏の政長は、明応7年（1498年）に北畠材親と木造政宗の調停を行っているほかに、長享3年（1489年）以前から、近衛家領近江国信楽庄の代官職を担い、永正6年（1509年）頃に死去したと推察されている。そして刑部大輔は天文5年（1536年）より、史料上から姿を消すという。その跡を継いだ長政は天正2年（1574年）まで存在が確認されており、この年に高倉神社を再建している。天文10年（1541年）に細川晴元から木沢長政攻略の支援要請を受けるなど、未だ伊賀仁木氏はある程度の影響力を持った存在として認識されていたようである。
また、次のごとくともいう。細川高国の盟友である仁木高長が知られる。だが、仁木氏の伊賀支配は継続することは無く、有力土豪が割拠する状態となった。戦国時代の末には、隣国近江の六角氏綱の子の一人が継承して仁木義政を名乗り、足利義輝・足利義昭の御相伴衆として活躍した。将軍に近侍することが多かったが、六角家の武力を背景に、伊賀にもそれなりの影響力をおよぼした。仁木友梅・仁木義広・仁木長政などの名前が伊賀・伊勢の歴史に散見される。しかし、伊賀惣国一揆が成立すると、一揆勢は仁木氏館(現伊賀上野城)を襲撃、仁木氏は信楽へ逃亡し、ここに守護としての伊賀仁木氏は滅亡した。

## 江戸時代
徳川吉宗の家臣に仁木充長があった。充長は冷泉派の歌人として著名であった。

## 系譜
注:当系図は『尊卑分脈』を下地に稲本論文などをもって加筆したものである。氏名はそれに准じた。また幅の関係で、『尊卑分脈』に記されていても改姓した場合は以降を略している（山名氏など）。
出自不詳
- 仁木義視
- 仁木義広(義政とも、父)
- 仁木義持(子)